# 陳良珍
陳良珍（1485年—？），字聘之，號台峰，福建福州府長樂縣人，民籍，明朝政治人物。

## 生平
正德八年（1513年）癸酉科福建鄉試第二十七名舉人。正德十二年（1517年）中式丁丑科會試第一百五十三名，登第二甲第四名進士。吏部观政，授户部主事，改南京，升员外、郎中。

## 家族
曾祖陳珏；祖父陳寅；父陳球，母鄭氏。